# أتين (باد كاليه)
أتان (بالفرنسية: Attin)‏ هي بلدية فرنسية تقع في إقليم باد كاليه من منطقة نور با دو كاليه في شمال فرنسا. تبلغ مساحة هذه المدينة 6.7 (كم²)، وترتفع عن سطح البحر 11 م، يبلغ عدد سكانها 714 نسمة حسب إحصاء المعهد الوطني للإحصاء والدراسات الاقتصادية سنة 2009 م. وترأس Jean-Paul Charlemagne البلدية خلال فترة (2001-2008).